# Ordynariat Polowy Indonezji
Ordynariat Polowy Indonezji – rzymskokatolicki ordynariat polowy z siedzibą w Dżakarcie, w Indonezji. Nigdy nie mianowano osobnego ordynariusza dla katolików służących w indonezyjskiej armii. Posługę tę, jako dodatkową, pełnił ordynariusz z Semarangu lub z Dżakarty.

## Historia
25 grudnia 1949 papież Pius XII erygował Wikariat Polowy Indonezji.
21 lipca 1986 papież Jan Paweł II podniósł Wikariat Polowy Indonezji do rangi ordynariatu.

## Ordynariusze

### Wikariusze polowi Indonezji
- Albert Soegijapranata SI (1949 – 1963) także wikariusz apostolski Semarangu (do 1961), a następnie arcybiskup Semarangu
- kard. Justinus Darmojuwono (1964 – 1984) także arcybiskup Semarangu (do 1981), a następnie arcybiskup-senior Semarangu
- kard. Julius Darmaatmadja SI (1984 – 1986) także arcybiskup Semarangu

### Ordynariusze polowi Indonezji
- kard. Julius Darmaatmadja SI (1986 – 2006) także arcybiskup Semarangu (do 1996), a następnie arcybiskup Dżakarty
- Ignatius Suharyo Hardjoatmodjo (2006 – nadal) także arcybiskup Semarangu (do 2009), następnie koadiutor arcybiskupa Dżakarty (2009 – 2010) i arcybiskup Dżakarty (od 2010)